# Каньони, Антонио
Антонио Каньони (итал. Antonio Cagnoni; 8 февраля 1828, Годьяско — 30 апреля 1896, Бергамо) — итальянский композитор.

## Биография
Родился в семье врача. Начал учиться музыке в Вогере у Феличе Моретти, затем в 1842—1847 гг. студент Миланской консерватории: сперва занимался в классе скрипки, но быстро отказался от карьеры инструменталиста и полностью посвятил себя композиции, его основным учителем стал Феличе Фрази.
Занимался преимущественно оперной музыкой, дебютировав ещё в студенческие годы одноактной оперой «Розалия из Сан-Миньято» (итал. Rosalia di S. Miniato; 1845), поставленной в консерватории в честь миланского карнавала. На следующий год появилась вторая опера «Два савойца» (итал. I due savoiardi), а выпуск Каньони из консерватории ознаменовался постановкой оперы «Дон Бучефало» (итал. Don Bucefalo) — на слегка переделанный сюжет оперы Валентино Фиораванти «Деревенские певицы» (1799): эта опера-буффа принесла молодому композитору первый шумный успех, к концу года была поставлена в неаполитанском театре Сан-Карло, а в 1848 году снова в Милане в театре Ла Скала; в ней Каньони проявляет мелодическую изобретательность при эксплуатации жанровых стереотипов и продуктивно использует открытия Джоаккино Россини и Гаэтано Доницетти. «Дон Бучефало» остался одной из самых крупных удач Каньони, многократно ставился в Италии, а в 1865 году был поставлен в Итальянской опере в Париже.
В последующие девять лет Каньони написал оперы «Завещание Фигаро» (итал. Il testamento di Figaro; 1848), «Любови и ловушки» (итал. Amori e trappole; 1850), «Долина Андорры» (итал. La Valle d'Andorra; 1851), «Джиральда» (итал. Giralda; 1852), «Цветочница» (итал. La fioraia; 1853) и «Дочь дона Либорио» (итал. La figlia di Don Liborio; 1856), две из них были поставлены в Театре Карло Феличе в Генуе, остальные на разных сценах Милана и Турина. В 1849 и 1852 гг. гастролировал как оперный дирижёр в Марселе. Однако увлечение духовной музыкой привело к тому, что в 1856 году композитор прервал оперную карьеру и поселился в Виджевано, где до 1863 года был капельмейстером кафедрального собора. К этому периоду относится ряд произведений церковной музыки, в том числе реквием на смерть короля Карла Альберта (1859).
В 1860 году заказ от издательства Casa Ricordi на новую оперу побудил Каньони вернуться к своему прежнему жанру, но его новая опера «Горный старец, или Эмир» (итал. Il vecchio della montagna, ossia L'emiro) не имела успеха. Зато следующая работа композитора, опера «Микеле Перрин» (итал. Michele Perrin; 1864, по мотивам фарса Мельвиля «Мишель Перрен» о незадачливом деревенском священнике, который сделался шпионом по просьбе своего старого друга Жозефа Фуше), достигла популярности, сопоставимой с популярностью «Дона Бучефало». За нею последовали «Клавдия» (1866, по пьесе Жорж Санд), «Лото» (итал. La tombola; 1868, по пьесе Эжена Лабиша и Альфреда Делакура «Копилка») и «Женская причуда» (итал. Un capriccio di donna; 1870, либретто А. Гисланцони) — эти работы не отличались особенными достоинствами, но публика и критика встречали их с определённым уважением (так, рецензент «Клавдии» подчёркивал, что слабое впечатление от оперы, скорее, следует отнести на счёт неудачного либретто и неслаженного ансамбля исполнителей). Наконец в 1871 году Каньони добился своего третьего крупного успеха с оперой «Папаша Мартин» (итал. Papà Martin, либретто Гисланцони по водевилю Эжена Гранже), поставленной в театре Карло Феличе и прошедшей по многим сценам мира — в частности, в 1875 году она была представлена в Лондоне антрепризой Карла Розы, под названием «Носильщик из Гавра» (англ. The Porter of Havre). В 1873 году в течение года четыре оперы Каньони — «Дон Бучефало», «Микеле Перрин», «Клавдия» и «Папаша Мартен» — были представлены на сцене Театра Солис в Монтевидео, ведущие партии исполнил бас Алессандро Боттеро, с именем которого был связан успех опер Каньони на многих итальянских сценах.
В 1873—1887 гг. Каньони работал в Новаре: сменив Карло Кочча на посту капельмейстера кафедрального собора, он также возглавлял городскую музыкальную школу. К этому периоду творчества композитора относятся две его последние оперы, обе на либретто Гисланцони: «Герцог Тапильяно» (итал. Il duca di Tapigliano; 1874) и «Франческа да Римини» (1878). С 1887 года и до конца жизни занимал пост капельмейстера базилики Санта-Мария-Маджоре в Бергамо (освободившийся после смерти его соученика Амилькаре Понкьелли), занимаясь преимущественно духовной музыкой. Тем не менее, в 1893 году он закончил свою последнюю оперу «Король Лир» (по одноимённой трагедии Шекспира), которая не увидела сцены вплоть до 2009 года, когда была поставлена в городе Мартина-Франка на Фестивале Итрийской долины: в этой позднеромантической драме, впитавшей в себя самые разные музыкальные влияния, от Доницетти до Вагнера и раннего Пуччини, по мнению рецензента есть красивые мелодии, но нет подлинной драмы и подлинного Шекспира.

## Записи
- Король Лир, Dynamic, 2009, дир. Массимилиано Кальди
- Дон Бучефало, Dynamic, 2008, дир. Массимилиано Кальди[7]

## Память
Имя Каньони в 1896 году было присвоено городскому театру в Виджевано.